# Claustru (neuroanatomie)

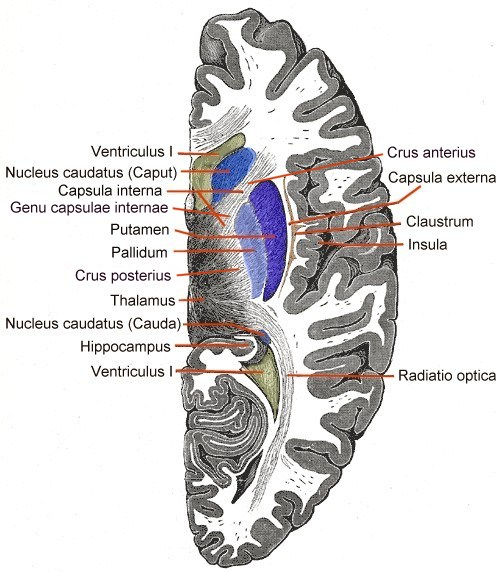

Claustrul (Claustrum) (din latina claustrum = barieră) sau antezid, antemur (din franceza avant-mur) este un strat subțire de substanță cenușie cu traiect ondulat dispus vertical și sagital, situat între insula cortexului cerebral și nucleul lenticular. Medial de claustru se află capsula externă care îl separă de nucleul lenticular. Claustrul este separat lateral de insulă prin capsula extremă. 